# Lliga Conferència de la UEFA
La Lliga Conferència de la UEFA (en anglès: UEFA Conference League) és una competició continental de futbol disputada per clubs europeus, organitzada per la Unió d'Associacions Europees de Futbol (UEFA). És la tercera competició europea de clubs en importància, després de la Lliga de Campions i la Lliga Europa.

## Història
La UEFA planejava una competició continental de clubs des del 2008, quan extingueix la Copa Intertoto, creient que un torneig de nivell inferior podria ajudar els clubs menors dels països membres de la UEFA a avançar cap a les fases posteriors, ja que aquests clubs són generalment eliminats a la fase eliminatòria en la Champions League i a Lliga Europa.
A mitjans del 2018, la premsa va anunciar la creació d'aquesta lliga a l'any 2021 amb notícies que s'ha acordat iniciar el torneig i que la fase de grups de la Lliga Europa amb 48 clubs es divideix en 24, amb la meitat inferior formant el nucli de la nova competició. El 2 de desembre de 2018, la UEFA va confirmar que la competició, nomenada fins llavors Lliga Europa 2, o amb les sigles UEL2, començarà la temporada 2021-22, amb el cicle ampliat a tres anys, fins al 2024, amb la intenció d'afegir més clubs i associacions.
El 24 de setembre de 2019, la UEFA va canviar el nom de la competició per la UEFA Europa Conference League i en 24 de maig de 2021, l'entitat introdueix el nou logotip i identitat de la marca.
El 28 de juny de 2023, la UEFA va anunciar que la competició passaria a anomenar-se UEFA Conference League a partir de la temporada 2024-25. Segons la UEFA, eliminar "Europa" del nom de la competició permetrà un major desenvolupament com a competició autònoma en la seva recerca entre aficionats i socis comercials.

## Format

El trofeu de la Lliga Conferència.

### Qualificació
Amb el format similar de la Champions League, la classificació per a aquesta classificació es dividirà en dues camins: la ruta dels campions i la ruta de la lliga. La diferència a la Lliga de Campions és que a la ruta de campions, va ser disputada per les equips que van perdre a la fase de classificació de la Lliga de Campions i, en conseqüència, van quedar relegats a aquesta competició.
En total, a partir d'aquesta temporada jugaran 184 equips, despertant l'interès per la UEFA Europa League.
El rànquing d'associacions basat en els coeficients de la UEFA s'utilitza per determinar el nombre d'equips de la lliga per a cada associació.
- Els països classificats de l'1 al 5 tindran un equip.
- Els països classificats de l'6 al 15 tindran dos equips.
- Els països classificats de l'16 al 50 tindran tres equips.
- Els països classificats de l'51 al 55 tindran dos equips.
- Liechtenstein no té lliga, i el campió de la Copa Liechtenstein participarà, independentment del rànquing.

Basant-se en aquesta reorganització, cap associació es beneficiarà de més vacants que abans del cicle de competició entre 2021–24, essent el torneig essencialment el més baix del torneig de la Lliga Europa existent, però dividit en un torneig secundari.

### Fase de Grups
La fase de grups tindrà el mateix format que la Champions i l'Europa League, amb 8 grups i 4 equips, seguida de la fase eliminatòria a partir dels vuitens de final, s'incorporarà una ronda abans dels vuitens de final entre el segon lloc dels grups i tercer lloc dels grups de la Lliga Europa. La competició comptarà amb 141 partits.
El guanyador de la competició tindrà dret a participar en la propera edició de la UEFA Europa League.

## Llista de clubs finalistes de la Lliga Conferència de la UEFA
| Club                | Guanyadors | Finalistes | Anys vencedor | Anys finalista |
| ------------------- | ---------- | ---------- | ------------- | -------------- |
| AS Roma             | 1          | 0          | 2022          |                |
| West Ham United FC  | 1          | 0          | 2023          |                |
| Olympiakos FC       | 1          | 0          | 2024          |                |
| Chelsea FC          | 1          | 0          | 2025          |                |
| ACF Fiorentina      | 0          | 2          |               | 2023, 2024     |
| Feyenoord Rotterdam | 0          | 1          |               | 2022           |
| Real Betis          | 0          | 1          |               | 2025           |

## Historial
| Temporada | Campió             | Resultats | Subcampió           | Seu de la Final                      |
| --------- | ------------------ | --------- | ------------------- | ------------------------------------ |
| 2021-22   | AS Roma            | 1-0       | Feyenoord Rotterdam | Arena Kombëtare, Tirana              |
| 2022-23   | West Ham United FC | 2-1       | ACF Fiorentina      | Eden Arena, Praga                    |
| 2023-24   | Olympiacos FC      | 1-0       | ACF Fiorentina      | Estadi Agia Sofia, Nea Filadelfia    |
| 2024-25   | Chelsea FC         | 4-1       | Real Betis          | Estadi Municipal de Wrocław, Wrocław |
| 2025-26   |                    |           |                     | Red Bull Arena, Leipzig              |
| 2026-27   |                    |           |                     | İnönü Spor Kompleksi, Istanbul       |